# Cratere Wink
Wink  è un cratere sulla superficie di Marte.